# Luigi Ferraris (calciatore)
Luigi Ferraris (Firenze, 18 novembre 1887 – Monte Maggio, 23 agosto 1915) è stato un calciatore, ingegnere e militare italiano caduto nella prima guerra mondiale e insignito della medaglia d'argento al valore.
Prima della partenza per il fronte era centrocampista del Genoa.
Era andato in guerra come volontario e giunse sino al grado di tenente. Cadde durante una missione in Val Posina, valle minore della Val d'Astico nel comune di Posina.

## Biografia
Di origini piemontesi, la sua famiglia era di Saluzzo, Ferraris è stato un calciatore del Genoa.
Dopo aver frequentato il Liceo ginnasio Andrea D'Oria di Genova, si diplomò nel 1906 e in seguito frequentò il Politecnico di Milano e nel 1911 si laureò in ingegneria.
Di professione ingegnere prima alle Officine Elettriche Genovesi (OEG) di San Fruttuoso e poi alla Pirelli di Milano, militò nella squadra genovese come centromediano dal 1902 al 1911.
Morì sul Monte Maggio il 23 agosto 1915 alle ore 9:45 a causa di un proiettile d'artigliera da 152 shrapnel che lo uccise all'istante.
La notizia della morte venne comunicata dal preside del Liceo ginnasio Andrea D'Oria alla famiglia il 28 settembre.
Nel giorno di Capodanno del 1933, in occasione del quarantennale del Genoa, lo stadio comunale di Genova è stato intitolato alla sua memoria in virtù di esser stato temporalmente suo malgrado il primo giocatore di militanza rossoblù a cadere durante la Grande Guerra. 
Lo Stadio "Luigi Ferraris" è situato in via Giovanni De Prà nel quartiere di Marassi, il campo da calcio ospita dal 1911, anno della sua inaugurazione, le partite casalinghe del Genoa e, dal 1946, della neonata Sampdoria.
Durante la cerimonia di intitolazione dello stadio è stata sotterrata, in prossimità della porta di gioco situata sotto la Gradinata Nord, la sua medaglia d'argento al valor militare.

### Giocatore
Cresciuto calcisticamente nel Genoa, nel 1904 vinse con i rossoblu la Seconda Categoria, una sorta di Serie B ante-litteram, battendo nella finale del 17 aprile 4-0 la squadra riserve della Juventus.
Entrò nella rosa della prima squadra rossoblu nel 1907 rimanendovi sino al 1911, anno del suo ritiro. Esordì nel derby disputato il 13 gennaio 1907 contro l'Andrea Doria e terminato uno ad uno. Vanta in rossoblu anche 6 presenze e una rete nella competizione nota Palla Dapples.
Fu impiegato nell'amichevole inaugurale del nuovo campo sportivo di San Gottardo dell'8 dicembre 1907 contro l'equipaggio della nave britannica Canopic.

## Palmarès

### Calciatore

#### Club

##### Competizioni nazionali
- Seconda Categoria: 1

Genoa II: 1904